# Neues Theater (Frankfurt am Main)

Neues Theater Frankfurt

Das Neue Theater war ein privat finanziertes Theater in der Mainzer Landstraße in Frankfurt am Main. Es bestand von 1911 bis 1944.

## Geschichte
Das von Arthur Hellmer und Max Reimann mit Unterstützung des Rechtsanwalts Hartwig Neumond gegründete Theater nahm am 11. September 1911 den Spielbetrieb mit einer Inszenierung von Heinrich von Kleists Der zerbrochne Krug auf. Der durch Spenden Frankfurter Bürger finanzierte Jugendstilbau des Architekturbüros Vietze & Helfrich bot 770 Plätze, die fast immer ausverkauft waren.
In den 1920er Jahren entwickelte sich das Theater zu einer der innovativsten und erfolgreichsten deutschen Bühnen, an der zahlreiche Uraufführungen stattfanden. Zum Ensemble zählten vor allem junge Schauspieler am Beginn ihrer Karriere, wie Hans Albers, Käthe Dorsch, Lucie Englisch, Heinrich George, Trude Hesterberg, Marianne Hoppe, Victor de Kowa, Theo Lingen, Günther Lüders und Helene Weigel. Insgesamt hob sich der Vorhang zu über 900 Premieren, darunter die Ur- und Erstaufführungen von Leo Tolstois Der lebende Leichnam (1913), Arthur Schnitzlers Komödie der Worte (1915) und Georg Kaisers Die Bürger von Calais (1917).
Ab 1920 war Hellmer alleiniger Direktor. Träger des Neuen Theaters war eine private Aktiengesellschaft. Das Theater kam vollständig ohne Zuschüsse aus, deshalb konnte es auch nach der nationalsozialistischen Machtergreifung 1933 zunächst seine Unabhängigkeit wahren. Während die Städtischen Bühnen nach ihrer Gleichschaltung unter dem neuen Intendanten Hans Meissner einen Einbruch der Zuschauer- und Abonnentenzahlen verzeichneten und auf hohe städtische Subventionen angewiesen waren, blieb das Neue Theater mit einer Auslastung von 90 Prozent erfolgreich. Sogar an deutschen Bühnen verbotene Stücke wurden gespielt: So gab im Dezember 1933 das Ensemble des Berliner Theaters des Kulturbundes Deutscher Juden ein Gastspiel mit Gotthold Ephraim Lessings Nathan der Weise in der Regie von Karl Löwenberg und mit Kurt Katsch als Nathan.
Hans Meissner forderte daraufhin in Gutachten die Auflösung des Theaters, später die Eingliederung in die Städtischen Bühnen. Im Mai 1934 gab das neue Theatergesetz eine Handhabe, dem Neuen Theater die Gemeinnützigkeit zu entziehen. Trotz der damit verbundenen finanziellen Belastungen blieb das Theater jedoch weiterhin unabhängig. Verschärfter persönlicher Druck auf den Theaterdirektor Arthur Hellmer veranlasste den Aufsichtsrat des Neuen Theaters 1935, seine Vertraute Lucie Strassfeld-Kaiser zum alleinvertretenden Vorstand des Theaters zu ernennen. Sie handelte mit der Stadt Frankfurt einen Pachtvertrag aus, der den Betrieb des Neuen Theaters zum 1. August 1935 für fünf Jahre auf die Städtischen Bühnen übertrug.
Das nunmehr Kleines Haus genannte Theater verzeichnete daraufhin einen Rückgang der Auslastung um 20 Prozent. Hellmer verließ Frankfurt und übernahm die Leitung des Theaters an der Wien. Nach den Novemberpogromen 1938 verkaufte er seine Anteile am Neuen Theater an die Stadt Frankfurt und emigrierte nach Großbritannien.

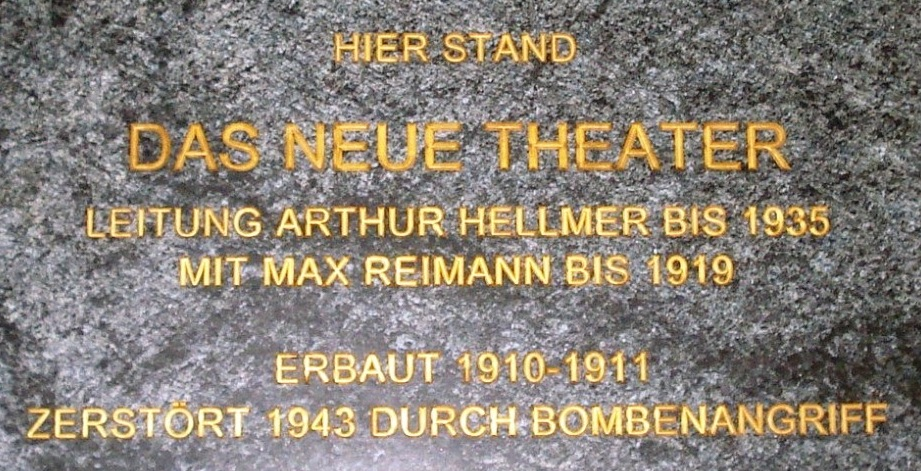
Erinnerungstafel an das Neue Theater in Frankfurt am Main

Das Neue Theater wurde 1944 durch Luftangriffe zerstört. Nach dem Krieg entschädigte die Stadt Frankfurt Arthur Hellmer. Die Ruinen des Theaters wurden abgerissen. Auf dem Grundstück an der Ecke Mainzer Landstraße/Karlstraße entstand ein Verwaltungsgebäude. Hier befindet sich heute der Sitz des Verbandes der Chemischen Industrie.